# Менахем
Менахем (івр. מְנַחֵם בֶּן גָּדִי) —  ізраїльський цар. Царював десять років (2 Цар. 15:17).

## Життєпис
Менахем служив воєначальником у попереднього царя Захарії. Після загибелі Захарії від руки Шаллума, Менахем зібрав своє військо і повів його на Самарію проти узурпатора. Він зміг захопити місто, перебити бунтівників і проголосити себе царем. Після взяття Самарії, Менахем рушив проти міста Тіфсах, містяни якого не бажали визнавати його. Тіфсах був узятий, а жителі його перебиті. На тридцять дев'ятому році Азарії, юдейського царя, Менахем, син Гаді, став царем над Ізраїлем і царював 10 років у Самарії. Менахем мав репутацію жорстокого правителя через якого потерпали прості ізраїльтяни. Наприклад коли проти Ізраїлю пішов цар Ассирії Тіглатпаласар III (Пул), Менахем не став шукати з ассирійцями битви, а зволів просто відкупитися від них сумою 1000 талантів срібла, які були зібрані з народу (2 Цар. 15:19-20).
В. Олбрайт датує цей період 745 р. до н. е. — 738  р. до н. е., а Е. Тілє відносить час його царювання до 752 р. до н. е — 742 р. до н. е.